# Johannes van Dam
Johannes Victor van Dam (Amsterdam, 9 oktober 1946 – aldaar, 18 september 2013) was een Nederlands culinair journalist.

## Biografie
Van Dam werd geboren als zoon van de Joodse fabrikant van plastic luierbroekjes Alfred van Dam. Toen hij zestien jaar was kreeg hij met zijn vader en zijn dertienjarig zusje een ongeluk in de provincie Groningen. Hun auto moest uitwijken voor een fietser, raakte op de door vorst glad geworden weg in een slip, gleed het Pekelderdiep in en schoof onder het ijs. Johannes wist naar eigen zeggen zijn zusje te redden, maar zijn vader verdronk. Het Nieuwsblad van het Noorden gaf in een artikel op 26 januari 1963 een andere versie van het noodlottige ongeval. Slager D. Walters, die het ongeluk zag gebeuren, sprong op het ijs, waarna hij een gat maakte bij een van de portieren. Hij bevrijdde daarna eerst de dochter en daarna de zoon. Alfred van Dam kon niet worden bevrijd uit de auto en verdronk.
Van Dam studeerde aan de Universiteit van Amsterdam; aanvankelijk geneeskunde en vervolgens psychologie, in navolging van zijn oudere broer Frits. Beide studies brak hij voortijdig af. Hij woonde op een boot in de Lijnbaansgracht, speelde schaak en go en sympathiseerde met provo. Van Dam was uitbater van studentensociëteit Olofspoort, barman, bottelaar, inpakker, bedrijfsleider van een bioscoop, boekverkoper, leerling-journalist, vertaler en redactiesecretaris (Haagse Post).
Hij verkocht kookboeken in zijn Amsterdamse Kookboekhandel, maar kreeg daar na zeven jaar genoeg van en besloot voortaan alleen nog over eten te schrijven, waarbij hij zijn winkelvoorraad gebruikte als basis voor zijn bibliotheek.
Zijn restaurantrecensies en stukjes over eten verschenen aanvankelijk in Elsevier en vanaf 1991 in Het Parool en De Morgen. Op 17 november 2005 presenteerde hij De Dikke Van Dam, een boek van 735 pagina's over eten, dat gebaseerd is op zijn artikelen. Zijn gastronomische bibliotheek van zestigduizend titels heeft hij ondergebracht in de Stichting Gastronomische Bibliotheek (SGB), die hij samen met culinair historicus Joop Witteveen heeft opgezet en waarvan hij tot zijn overlijden voorzitter was.
Zijn favoriete gerecht was aardappelpuree met rauwe andijvie (stamppot) en een gehaktbal. Hij gold als autoriteit op het gebied van kroketten en was een liefhebber van de boerenkeuken en de authentieke joodse keuken.
In 2012 reikte hij de eerste Johannes van Damprijs uit voor de persoon die zich buitengewoon verdienstelijk heeft gemaakt voor de verspreiding van de kennis van de internationale gastronomie. Na zijn overlijden is de prijs voortgezet en wordt jaarlijks tegelijk met de Joop Witteveenprijs (prijs voor het beste historische onderzoek in de eetcultuur van Nederland en Vlaanderen) uitgereikt, tijdens het Gala van het kookboek, als onderdeel van het Amsterdam Symposium on the History of Food van het Allard Pierson, Universiteit van Amsterdam.
Op 9 november 2018 verscheen zijn biografie, geschreven door Jeroen Thijssen.

## Privé
Van Dam was vrijgezel en woonde en werkte bij het Spui in Amsterdam. Hij overleed op 66-jarige leeftijd in het Amsterdamse OLVG-ziekenhuis. Hij leed aan suikerziekte en had problemen met zijn hart en nieren.

## Trivia
Van Dam was hevig geïnteresseerd in alle vormen van bedrog - niet slechts op het gebied van koken - en bezat een bibliotheek vol boeken over oplichters, kwakzalvers en broodjeaapverhalen. Als kind voerde hij al een simpel testje met jodium uit om te controleren of banketbakkers wel echte amandelspijs gebruikten.
Toen hij rond 1990 in een ernstige depressie was beland, liet hij zich door een bevriend arts Fluoxetine (bekend onder de merknaam Prozac) voorschrijven. Hij was zo opgetogen over het middel dat hij het aan derden aanbeval, onder wie Emma Brunt, die een Prozac-evangeliste werd en een juichend boek over het middel schreef. Later wijzigde Van Dam zijn mening, hij was er inmiddels van overtuigd geraakt dat Prozac rommel was.